# 임재훈
임재훈(1989년 1월 27일 ~ , 인천광역시)은 대한민국의 프로 마술사이다. 주특기는 비둘기를 이용한 마술이다. 동부산대학 매직엔터테인먼트과를 졸업하였다.
학창시절 같은 학급 친구가 마술을 보여준 것에 반해 마술을 시작하고, 마술사의 꿈을 키워나갔다. 2005년 일본에 건너가 재일한국인 마술사 안성우(야스다 유지)에게 마술을 지도받았으며, 같은 해 한국에 돌아와 프로 마술사로 데뷔하였다.
그리고 군대를 다녀온 뒤 마술사를 그만두고 유튜브를 운영하고있다

## 주요경력
- 2010 일본 아사히TV 특집방송 'GOD HANDS 2' 그랑프리 수상[2]
- 2009 월드매직 세미나 아시아(UGM) 1위
- 2008 FISM 아시아 챔피언십 오브 매직 1위
- 2008 부산국제마술대회(BIMF) 스테이지 부문 2위
- 2008 매직캣컨벤션 스테이지 부문 1위
- Japan CUP 국제마술대회 종합우승 (Golden Award)
- 관객상 (People's Choice Award)수상 2관왕